# Frinton-on-Sea
Koordinaten: 51° 50′ N, 1° 15′ O

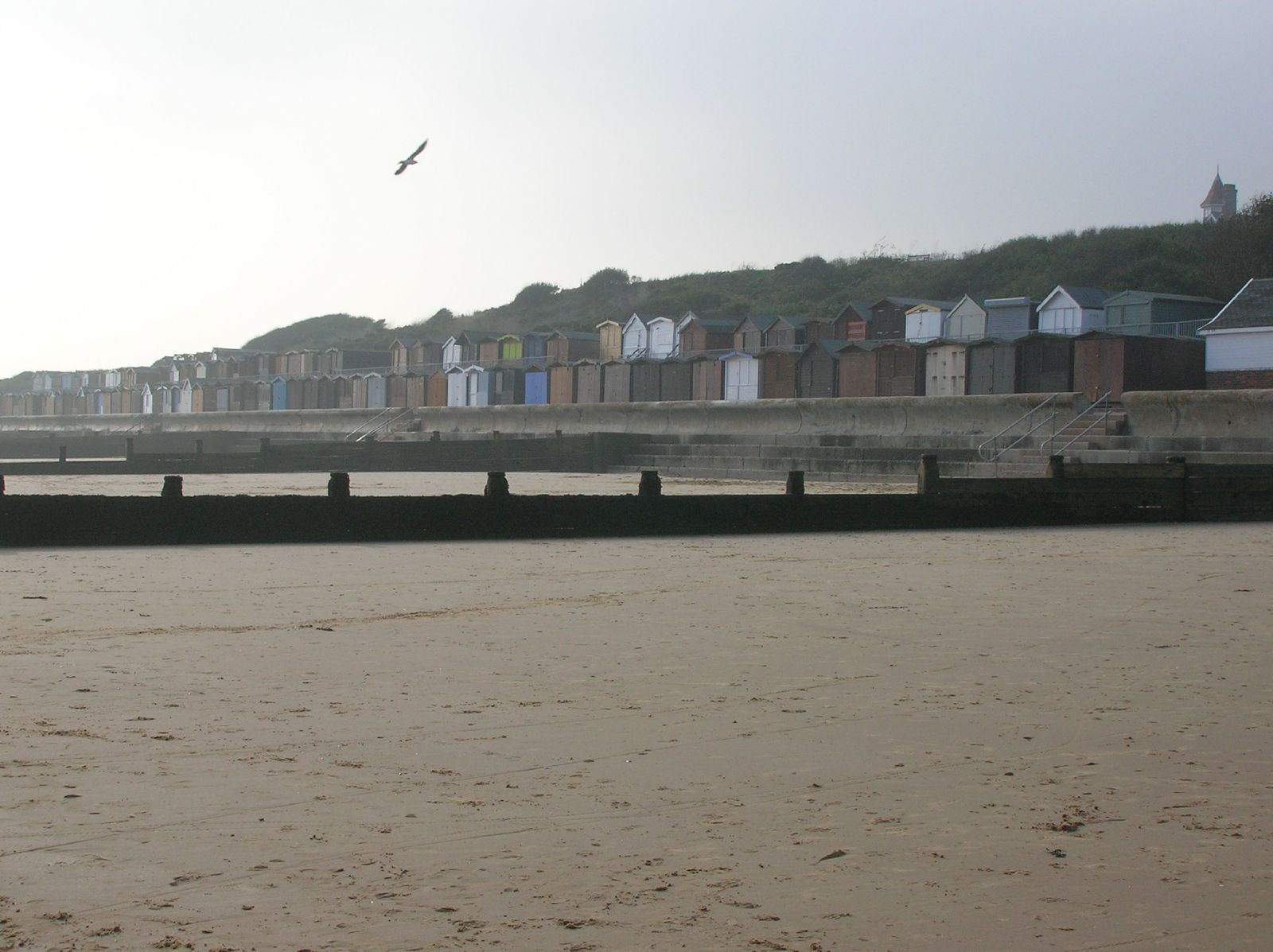
Frinton-on-Sea

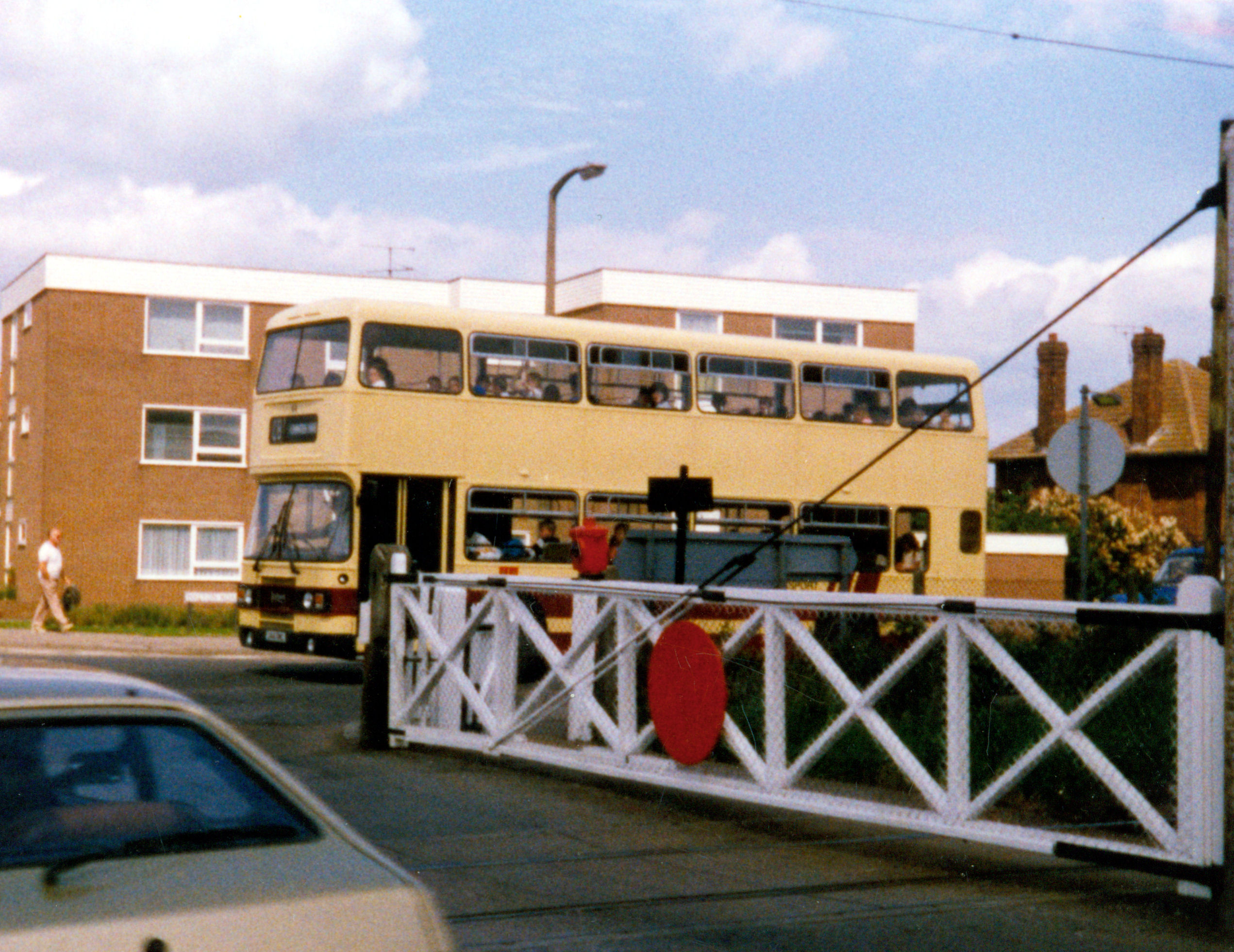
Bahnübergang in Frinton-on-Sea (1982)

Frinton-on-Sea ist eine kleine englische Küstenstadt mit etwa 5500 Einwohnern in der Grafschaft Essex im District Tendring.

## Geschichte
Bis in die späte viktorianische Zeit bestand das Dorf nur aus einer Kirche, einigen Bauernhöfen und wenigen Häusern. Das komplette Gelände wurde später von einem Entwickler gekauft, um eine exklusive Küstenstadt für Wohlhabende zu schaffen. 
Frinton wurde 1944 von der deutschen Luftwaffe angegriffen und gilt als die letzte Stadt Englands, die von der Luftwaffe bombardiert wurde. 
Vor Frinton-on-Sea ankerte 1964 das Radioschiff Mi Amigo und einer der ersten privaten Hörfunksender Großbritanniens nahm unter dem Namen Radio Atlanta von hier sein Programm auf.

## Verkehr
Frinton besitzt einen vormals zweigleisigen Bahnhof, der jedoch heute nur noch auf einem Gleis in zwei Richtungen durch die Eisenbahngesellschaft National Express East Anglia befahren wird.

## Sonstiges
In Frinton ist das Triangle Shopping Centre beherbergt, in diesem befindet sich auch das Council Office. Ebenso gibt es eine Feuerwehrstation und eine Ambulanz, jedoch kein Krankenhaus.

## Trivia
Der englische Komiker Freddie Frinton hat – nach eigenen Angaben – den Namen dieses Ortes als seinen Künstlernamen ausgewählt. Frinton ist einem großen Publikum vornehmlich durch den alle Jahre wieder am Silvestertag in den deutschen Dritten Fernsehprogrammen gesendeten Sketch Dinner for One, wo er die Rolle des Butlers James spielt, bekannt geworden.

## Persönlichkeiten
- Laurence Sinclair (1908–2002), Luftwaffenoffizier
- Richard Cobb (1917–1996), Historiker
- John Leyton (* 1939), Sänger und Schauspieler